# The Taming of Grouchy Bill
The Taming of Grouchy Bill è un cortometraggio muto del 1916 scritto, diretto e interpretato da Tom Mix. Commedia di genere western, il film, prodotto dalla Selig aveva come altri interpreti Victoria Forde, Pat Chrisman, Sid Jordan.

## Trama
Tom Merrill e i suoi amici cowboy disapprovano come Grouchy Bill tratti la moglie e decidono di dargli una lezione. Tom si mette d'accordo con Mary, la moglie di Bill, per farsi passare come sua madre. La falsa suocera si presenta in casa di Bill che la riceve brontolando. La muscolosa suocera però lo mette subito a posto e lo obbliga a obbedire ai suoi ordini. Bill, allora, si rivolge agli altri cowboy, chiedendo di sellare per la vecchia il peggior cavallo del ranch. In giro con il "genero", la suocera si rivela un'ottima cavallerizza e non ha nessun problema a cavalcare. Bill finalmente capisce che "quella" è Tom e, sconfitto, si adegua, ormai domato, a diventare un buon marito.

## Produzione
Il film fu prodotto dalla Selig Polyscope Company.

## Distribuzione
Distribuito dalla General Film Company, il film - un cortometraggio in una bobina - uscì nelle sale cinematografiche statunitensi il 9 settembre 1916.